# Doornappel
De doornappel (Datura stramonium), ook wel dolappel, duivelskruid of mollenkruid, is een eenjarige plant uit de nachtschadefamilie (Solanaceae). Het is een zeer giftige plant die hallucinogene alkaloïden bevat.

## Beschrijving
De 5-10 cm lange trechtervormige bloemen zijn lang evenals de kelk die vijfkantig is. De bloeiperiode loopt van juni t/m september/oktober. De bloemen zijn wit, soms paars aangelopen. Ze staan in de oksels van de 8-20 cm lange bladeren. De doosvrucht is eivormig en vaak gestekeld. De doosvrucht, die na rijping gedurende de zomer openspringt, bevat honderden zwarte, niervormige zaden.

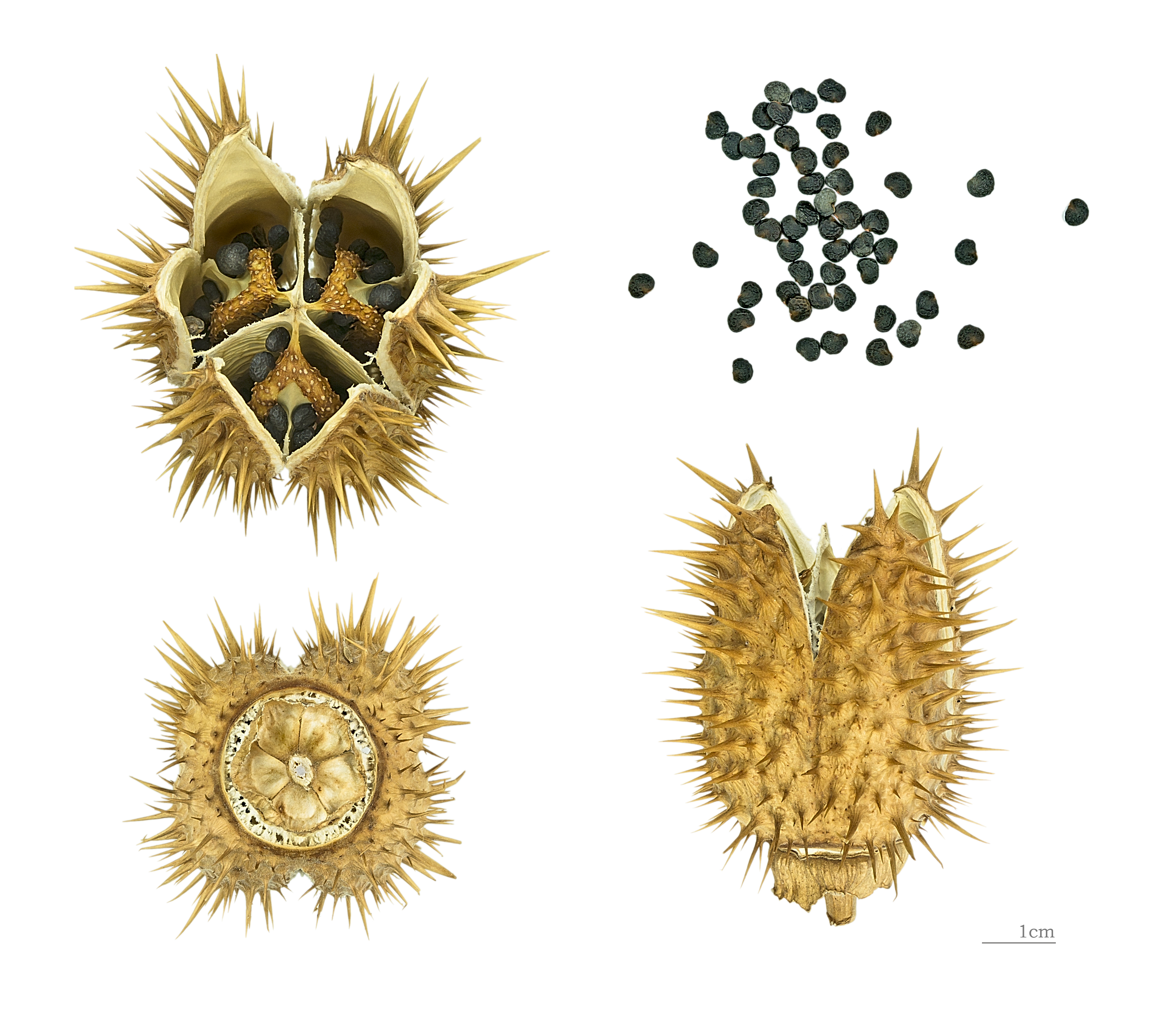
Vrucht en zaden

De stengel is onvertakt of vertakt. De alleenstaande en gesteelde bladeren zijn onregelmatig van vorm met brede tanden. De bladeren zijn niet behaard. De bovenzijde van de bladeren is donkerder dan de onderzijde.

## Biotoop
Doornappel gedijt op zonnige open plaatsen met voedselrijke, omgewerkte, vaak kalkhoudende grond.
Groeiplaatsen zijn bewerkte gronden, zeeduinen, voedselrijke ruigten, stortterreinen en zand- en grindstrandjes langs rivieren.

## Verspreiding
Datura stramonium is inheems in Noord-Amerika, maar vond al vroeg na de ontdekking van dit continent ook in Europa verspreiding. De plant lijkt ook reeds te zijn afgebeeld op een schilderij van Jheronimus Bosch. Linnaeus vermeldde de wetenschappelijke naam in 1753 in Species plantarum. Kruidenkenners als Nicholas Culpeper beschreven de plant echter al een eeuw eerder. Nu komt de plant in vrijwel alle gematigde gebieden ter wereld voor. De plant geldt in Nederland en Vlaanderen als vrij algemeen voorkomend, onder meer op droge zandgrond in duingebieden.

## Bestanddelen
De voornaamste alkaloïden zijn hyoscyamine en scopolamine, stoffen die verwant zijn aan atropine uit de wolfskers (Atropa belladonna). Gaschromatografische analyse gecombineerd met massaspectrografie (GC-MS) heeft echter een cocktail van wel zo'n 29 verwante alkaloïden aangetoond in planten van Bulgaarse herkomst.
Doornappel komt ook voor als akkeronkruid. De zaden zijn moeilijk te onderscheiden van sorghum-, gierst- en boekweitzaden. Voedingsmiddelen die afgeleid zijn van deze granen kunnen soms te hoge concentraties atropine en scopolamine (tropaanalkaloiden) bevatten. Vooral baby's en peuters zijn hier gevoelig voor.

## Toepassingen
Door Indianen werd de plant wel gebruikt om hallucinaties op te wekken. Dit is niet ongevaarlijk en bij overdosering kan de afloop fataal zijn. Volgens overleveringen zou de doornappel door heksen gebruikt zijn in hun vliegzalf.
In de 18e eeuw werd een aftreksel van de doornappel soms gebruikt om 'condorcetgif' te maken, een dodelijk mengsel van opium, stramonium en zoetstof dat gebruikt werd om zelfmoord te plegen. In de nacht van 12 en 13 april 1814 probeerde Napoleon Bonaparte tevergeefs om zichzelf om het leven te brengen door het drinken van een glas wijn met het condorcetgif. Eerder waren markies Nicolas de Condorcet en kardinaal Étienne Charles de Loménie de Brienne er wel in geslaagd om met het gif een einde aan hun leven te maken.
De doornappel wordt soms gebruikt door experimenterende drugsgebruikers. Dit resulteert vrijwel altijd in een bad trip. De hallucinaties kunnen 48 uur aanhouden. De giftige alkaloïden komen in alle delen van de plant voor en variëren tot een factor 5 per plant. Ook binnen een plant kunnen er factoren verschil optreden tussen bijvoorbeeld verschillende bladeren. Wanneer de plant jong is, is de verhouding scopolamine tot atropine ongeveer 3:1; na de bloei is deze verhouding omgedraaid. Mede door deze grote variatie in de giftige bestanddelen treedt er gemakkelijk een fatale vergiftiging op.
Vroeger gebruikte men de bladeren van de plant voor 'astma-sigaretten' omdat atropine de luchtwegen verwijdt (bronchodilatatore werking). Ook hier bleek een juiste dosering niet mogelijk, zodat er steeds vergiftigingen optraden. Halverwege de 20e eeuw werden astmasigaretten daarom van de markt gehaald.